# Монітор (тип корабля)

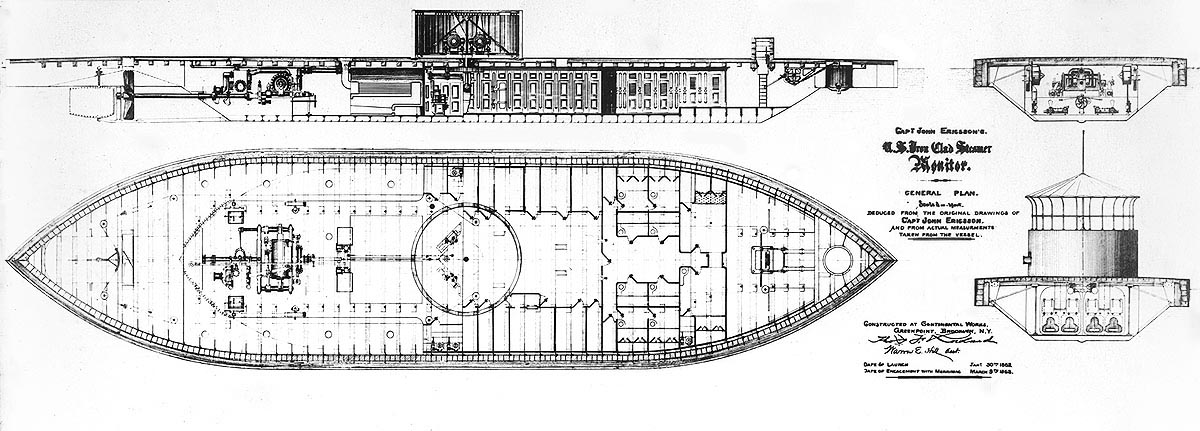
Креслення монітора. 1862

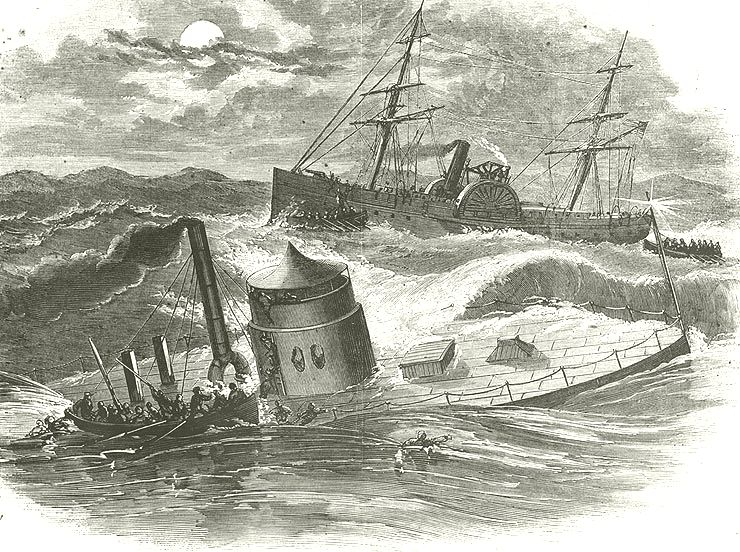
Затоплення «Монітора» 30-31 грудня 1862 р. Гравюра з газети Harper's Weekly, 1863

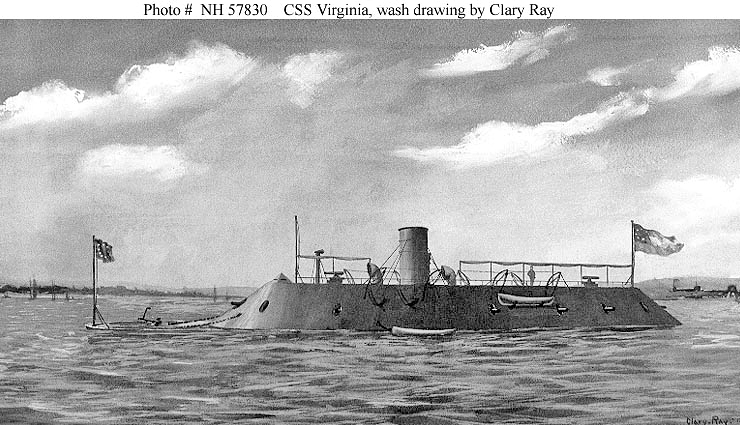
Броненосець конфедератів «Вірджинія»

Моніто́р (англ. monitor — «спостерігач») — тип низькобортного броненосного артилерійського корабля, переважно прибережної дії або призначеного для внутрішніх вод.

## Поява моніторів
Тип кораблів з'явився в часи Громадянської війни в США, коли, як засіб захисту берегових комунікацій конфедератів від кораблів флоту республіканців і прориву морської блокади почали використовувати низькобортні броньовані кораблі з установленим зверху казематом з похилими стінками для артилерійської батареї. Першим таким кораблем став переобладнаний у 1862 паровий фрегат «Меррімак» (3500т), пошкоджений пожежею. У відповідь на початок робіт по переобладнанню фрегата, північани стали будувати свої броненосці. Як альтернативу важким батарейним суднам, республіканці почали використовувати маневрені низькобортні кораблі з товстою бронею та малою осадкою, що забезпечувало перевагу при боях поблизу берегів.
За проєктом винахідника Джона Ерікссона було збудовано «Монітор» (Monitor) водотонністю 897 т, спущений на воду 30 січня 1862, що й дав назву подібному типу кораблів. Замість батарейного каземату на плоску броньовану палубу було встановлено башту з двома важкими гарматами. Баштова установка системи Еріксона являла собою круглу залізну платформу діаметром близько 6 м з броньовими бічними стінками заввишки близько 2,7 м, яка лежала на палубі. Для повороту башта піднімалася на штирі, встановленому у її центрі і оберталася за допомогою невеликої парової машини. На озброєнні були дві гладкоствольні 280-мм гармати.

## Еволюція типу
Далі в Америці будувалися більші за розміром кораблі, як однобаштові («Пассаїк» 1862, 1875 т; «Типпенкану» 1863, 2100 т), так і з двома баштами («Ононданга» 1864, 1250 т). Деякі проєкти, такі як "Неошо" спеціально призначалися для дій на річках, започаткувавши підклас річкових моніторів.
Спроби створити океанські монітори («Диктатор» 1863, 4500 т; «Монандок» 1864, 3400 т) були невдалими через низькобортність кораблів. Низький борт традиційно залишався невід'ємноюю ознакою всіх інших американських броненосців, навіть формально морехідних.
Монітори є рекордсменами за калібром артилерії. Це було пов'язано з поглядами тих років, коли для боротьби з броненосними кораблями пропонувалось не пробивати броню, а зривати її з кріплень, завдаючи по ній ударів, які могли б деформувати корпус. Гармати, які могли б це зробити, відрізнялись від дульнозарядних гармат минулої епохи в першу чергу розмірами. Другий океанський монітор Еріксона «Пуритан» (4912 т, довжина 104 м, броня 381 мм) — мав дві 508-мм гармати — ця цифра ніколи не була перевищена.
Виходячи з досвіду застосування моніторів американцями, свої флоти кораблями такого класу почали комплектувати Велика Британія, Росія (напр. монітор «Ураган» 1862) і Швеція (будували самі), Нідерланди (спочатку замовляли, потім будували власні), а також Норвегія, Данія та Перу (замовляли).
Монітори стали родоначальниками броненосців берегової оборони.
Монітори 20 століття мали помітні технічні відмінності від моніторів 19 століття, водночас характерними особливостями класу залишилися низька осадка, посередня морехідність та розміщення важкого озброєння у баштах.

## Монітори в бою
Перший бій за участю монітора («Монітор» і «Вірджинія») відбувся 9 травня 1862 на Гемптонському рейді в ході Громадянської війни в США.
Цей бій тривав більше трьох годин і закінчився «внічию», оскільки фугасні снаряди, котрими стріляли гармати обох броненосців, становили небезпеку лише для дерев'яних суден і практично не спричиняли шкоди броньованим кораблям.
Монітори виявилися вдалим типом корабля для дій на річках та прибережних водах. Їх будівництво продовжувалось до Другої світової війни. Окремі зразки річкових моніторів будували і пізніше.
Королівський флот Великої Британії у Першій та Другій Світовій війнах використовував великі монітори, озброєні парою гармат, аналогічних тим, які встановлювались на лінійних кораблях. Це такі кораблі як «Еребус» (1916), 8000т, 2-381 та «Робертс» (1941), 9100 т, 2-381. Найбільший річковий монітор — «Хасан» (1942), 1900 т, 6-130, побудували у СРСР.

## Річкові монітори, побудовані в Києві
На початку 1930-х київському заводу «Ленінська кузня» було дано завдання побудувати кілька моніторів для Дніпровської річкової флотилії. Кораблі мали бути одночасно малопомітними, невеликими з мінімальною осадкою (для діяльності в мілководних притоках Дніпра) і одночасно з тим мати міцний броньований захист і потужну артилерію.
Першими кораблями цього класу стали порівняно невеликі монітори «Ударний» (385 т) та «Активний» (214 т). І тільки накопичивши достатньо досвіду, врахувавши помилки попередників, а також моніторів, виготовлених іншими кораблебудівними підприємствами (наприклад, «Червоним Сормово») за проєктом СБ-37 протягом 1934-37 років на київському заводі «Ленінська кузня» було закладено, збудовано і спущено на воду шість однотипних моніторів, названих на честь революціонерів-учасників громадянської війни — «Железняков», «Лєвачов», «Жемчужин», «Мартинов», «Флягін», «Ростовцев». Авторами проєкту виступали головні конструктори заводу Бойко та Байбаков, головний спостерігаючий від МВФ Богданович, старший будівельник — Смирнов.
Корпуси моніторів проєкту СБ-37 були зібрані з бронелистів товщиною 16-20 мм, що захищало корабель від попадання куль та осколків. Низький надводний борт та єдина надбудова робили монітори непомітними на фоні берега. Головний калібр — дві чотирьохдюймові гармати — розміщувались в дев'ятигранній башті (товщина броні — 30 мм), яка могла вільно обертатись. Характерно, що комендори могли вести вогонь і по повітряним цілям. Крім того, зенітне озброєння моніторів складалося з 45-мм гармат та кулеметів.
Під час Другої світової війни всі монітори брали участь у бойових діях у складі Пінської, Дніпровської та Дунайської військових флотилій.